# Family Entertainment
Family Entertainment è il secondo album del gruppo di rock progressivo inglese Family, pubblicato nel 1969 dalla Reprise Records.

## Tracce
1. The Weaver's Answer – 5:01
2. Observations from a Hill – 3:11
3. Hung Up Down – 3:12
4. Summer '67 – 3:18
5. How-Hi-The-Li – 4:58
6. Second Generation Woman – 3:13
7. From Past Archives – 3:21
8. Dim – 2:32
9. Procession – 2:49
10. Face in the Cloud – 2:53
11. Emotions – 5:12

## Formazione
- Roger Chapman - voce, percussioni
- Charlie Withney - chitarra, organo, pianoforte
- Ric Grech - basso, violino, voce
- Rob Townsend - batteria, percussioni
- Jim King - sassofono tenore e soprano, armonica a bocca, pianoforte